# 帶溪花鱂
帶溪花鱂，為輻鰭魚綱鯉齒目鯉齒亞目花鳉科的其中一種，分布於南美洲Negro河下游流域，體長可達1.6公分，棲息在泥底質的淺水溪流，屬雜食性，生活習性不明。

## 擴展閱讀
維基物種上的相關：帶溪花鱂